# ماركو أوريليو سوتو
ماركو أوريليو سوتو (بالإسبانية: Marco Aurelio Soto) (و. 1846 – 1908 م) هو سياسي، ودبلوماسي، ومحام من هندوراس ولد في تيجوسيجالبا.

## روابط خارجية
- ماركو أوريليو سوتو على موقع الموسوعة البريطانية (الإنجليزية)